# Взгляд в прошлое
«Взгляд в прошлое» (англ. Flashback) — американский приключенческий комедийный кинофильм 1990 года.

## Сюжет
Агент ФБР Бакнер сопровождает хиппи Уокера, который 20 лет скрывался от правосудия. Уокеру удается обмануть охранника и украсть его документы и оружие. Бакнер по недоразумению оказывается за решеткой вместо Уокера, но ошибку обнаруживают, и агент ФБР пускается в погоню за Уокером.

## В ролях
- Деннис Хоппер — Хьюи Уокер
- Кифер Сазерленд — Джон Бакнер
- Кэрол Кейн — Мэгги
- Пол Дули — Старк
- Клифф Де Янг — шериф Хайтауэр
- Ричард Масур — Барри
- Майкл Маккин — Хэл
- Кэтлин Йорк — Спаркли
- Том О'Брайен — Фил Прагер

## Интересные факты
- Хоппер и Сазерленд также играли соперников в телесериале «24».
- Первый американский фильм итальянского режиссёра Франко Амурри, который был ассистентом Федерико Феллини на съемках фильма «Город женщин».
- Персонаж Дэнниса Хоппера произносит фразу «Для того, чтобы стать мятежником недостаточно сходить в видеопрокат и взять „Беспечного ездока“». Хоппер сыграл в этом фильме главную роль и был его режиссёром.